# Лазорки (Оржицкий район)
Лазорки (укр. Лазірки) — село,
Лазорковский сельский совет, Оржицкий район, Полтавская область, Украина.
Является административным центром Лазорковского сельского совета, в который не входят другие населённые пункты.

## Географическое положение
Село Лазорки находится на берегах реки Слепород,
выше по течению на расстоянии в 1 км расположены сёла Павловщина (Гребенковский район) и Семаки (Гребенковский район),
ниже по течению примыкает село Максимовщина.
По селу протекают пересыхающие ручьи с запрудами.

## История
Николаевскаяцерковь известна с 1763 года
Село указано на карте частей Киевского, Черниговского и других наместничеств 1787 года
Являлось волостным центром Лубенского уезда Полтавской губернии.
После 1945 присоединены: Дымовщина (Дымный), Довжок, Ломаковщина (Ламахов), Филоновщина (Величанщина, Величков), а около 1869 года хутора: Балмуцкий, Санковского и Базеты.
В 1935—1962 годах — центр Лазорковского района.
Во время Великой Отечественной войны в 1941—1943 гг. село находилось под немецкой оккупацией.
В 1965 году включено в состав Оржицкого района.
По результатам Всеукраинской переписи населения 2001 года численность населения составляла 2816 человек.

## Экономика
- Лазорковский элеватор, ЗАО.
- «Лазорки», сельскохозяйственное ЧП.
- «Оксамыт», ООО.

## Объекты социальной сферы
- Школа.
- Школа І—ІІ ст.
- Профессионально-техническое училище № 46[13]
- Дом культуры.

## Транспорт
Через село проходит железная дорога, станция Лазорки.